# Séguéla
Séguéla este un oraș în Coasta de Fildeș. Este reședința regiunii Worodougou.